# Opus Global Nyrt.
Az Opus Global Nyrt. egy magyar, budapesti székhelyű ipari konglomerátum és vagyonkezelő társaság. Az Opus Global leányvállalatai jelentős szerepet töltenek be Magyarország stratégiailag fontos iparágaiban. Leányvállalatai többféle ágazatban üzemelnek, mint például az energiaszektor, a lapkiadás, kandalló- és tűzhelygyártás, mezőgazdaság, építőipari kivitelezés és vagyonkezelés.
Az Opus Global Nyrt. elsődlegesen a Budapesti Értéktőzsdén jegyzett, és része a vezető részvényeket tömörítő BUX Indexnek. Az vállalat 2018 óta folyamatosan tagja az MSCI Emerging Markets Small Cap és az MSCI ACWI Small Cap indexeknek, valamint tagja a Bécsi Értéktőzsde CECE indexének.
A Coface CEE Top 500 rangsor szerint 2021-ben és 2022-ben Magyarország 44., illetve 29. és Közép- és Kelet-Európa 317., illetve 246. legnagyobb forgalmú vállalata.

## Története

### Alapítás, az első évtizedek
1912-ben dr. Hutÿra Ferenc és dr. Köves János megalapították a Phylaxia Szérumtermelő Részvénytársaságot. A gyár a világon elsőként kezdte el gyártani a sertéspestis ellenszerét, melynek nagy sikere volt akkoriban. Később további állati megbetegedés ellen fejlesztettek ki különböző gyógyszereket. 1924-től emberi felhasználásra szánt ellenszerek kifejlesztésébe kezdtek. Az 1930-as évekre a vállalat termékei révén nemzetközi hírnévre tett szert. 1948-ban államosították az ország különböző oltóanyaggyártóit és az akkor éppen Phylaxia Oltóanyagtermelő Állami Vállalat nevet viselő cég vált mindezen gyáregységek vezető tagjává. 1952-ben az emberi fogyasztásra készülő oltóanyaggyártást elvonták a cég hatásköréből.
1981-től a vállalat főleg az állategészségügyi oltóanyagok gyártását helyezte előtérbe. 1987-ben a Világbank hitelének lehívását követően megvalósult egy korszerű fermentációs üzeme. A vállalat a hitel miatt komoly pénzügyi nehézségekkel kellett, hogy szembe nézzen. 1991-ben az oltóanyaggyártás az éppen megalakult Phylaxia Sanofi Részvénytársaság tulajdonába került át. A Phylaxia Sanofi Részvénytársaságot a korábbi Phylaxia, a Sanofi Sante Nutrition Animale (SSNA), valamint a Chinoin Részvénytársaság alapította. A fermentációs üzem korábbi adósságának visszafizetéséért azonban továbbra is a Phylaxia volt a felelős. Később a vállalat kényszerhelyzete miatt értékesítette a fermentációs üzemet, valamint a Phylaxia Sanofiban meglévő részesedését is.
Az Állami Vagyonügynökség 1994-ben részvénytársasággá alakította át a vállalatot. A Phylaxiát a Bankár Kft. szerezte meg a privatizáció során. Később átszervezték a vállalat szerkezetét, majd a Bábolna Pharma Részvénytársaság tulajdonába került. A Bábolna Pharma Részvénytársaság ezt követően beolvadt a Phylaxia Részvénytársaságba, majd a vállalat neve Phylaxia Pharma Részvénytársaságra változott.
A Phylaxia Pharma Részvénytársaság részvényeivel 1998. április 22. óta lehet kereskedni a Budapesti Értéktőzsdén. A vállalat csökkenő árbevételei miatt átszervezték annak belső struktúráját 1999 és 2002 között. A vállalat holdinggá alakult és neve Phylaxia 1912. Holding Nyrt-re változott. Az anyacég több leányvállalat létrejöttéhez is hozzájárult, melyek az autóiparban, az energetikában, a mezőgazdaság terén, illetve a média terén végezték tevékenységüket. 2011-ben újabb változások következtek be a vállalat életében. A holding portfólióját megtisztították azon vagyonelemektől, melyek nem illettek a cég főbb tevékenységi körébe. Ezen vállalatokat értékesítették. 2013-ban a csoport a nevét Opimus Group-ra változtatta.

### Az utolsó 10 év
2016-ban a Status Capital Befektetési Zrt. 8,38 százalékos részesedést szerzett a vállalatban, 2017-ben Mészáros Lőrinc magyar üzletember megvásárolta az Opimus Group Nyrt. 16,9 százalékát, a Konzum Management Kft. 14 százalékot vásárolt meg.
Az Opus Global életében mérföldkövet jelentett a 2017-es év, amikor mind a tulajdonosi, mind a menedzsment szerkezetében komoly átalakulások történtek. A Társaságban 2017 első félévében Mészáros Lőrinc 24% feletti tulajdonossá vált. Az új stratégia keretében 2018-ban már tizennyolcszorosára növekedett az Opus Csoport saját tőkéje. A vállalat részvényei 2017. október 3. óta a Budapesti Értéktőzsde prémium kategóriás részvényei között szerepelnek.
A tőkeemelések eredményeként az Opus Global Nyrt. a Budapesti Értéktőzsde 5. legnagyobb kapitalizációjú társaságává vált, portfoliójában tudva a magyar gazdaság húzóágazatainak több ipari és termelő vállalatát. A piaci beágyazottság fenntartása érdekében az Opus 2019-ben egyesült a KONZUM Nyrt.-vel, két ilyen méretű nyilvános kibocsátó fúziójára addig még nem volt példa a magyar tőzsde életében.

## Üzleti eredmények, menedzsment
Az Opus tőzsdei eredményeit követő és elemző Equilor Befektetési Zrt legutóbbi véleménye alapján: 2023 első negyedévben az Opus konszolidált szinten jelentős javulásról számolt be. Bár nem meglepő, hogy a vállalat jelentős mértékben megnövekedett költségekkel szembesült az inflációs környezetben (különösen az anyagköltségekben), de a működési bevételek növekedése végül jelentősen felülmúlja ezt az emelkedést, ami az üzleti eredmény jelentős javulását eredményezte. Fontos megemlíteni, hogy a vállalat arról számolt be, hogy nem történt olyan jelentős felvásárlás, amely megnehezítené az adatok összehasonlíthatóságát, így a beszámolókban látott javulás a valódi üzleti teljesítményt tükrözi.
A Portfolio.hu elemzésének kivonata a 2022-es üzleti évről: Stabilan hozza az eredményeket a nemrég kiépített energetika szegmens az Opus Globalnak. Az energetikai akvizícióknak és a többi stratégiai szegmens organikus növekedésének köszönhetően mind a bevétel, mind az EBITDA szintjén jelentős növekedést ért el a cégcsoport 2022-ben.
A vállalat menedzsmentje 2023 júniusában:
- Igazgatóság: Vida József (elnök), Lélfai Koppány, Makai Szabolcs, Görbedi László, Détári-Szabó Ádám, Torda Balázs, Németh Zoltán
- Vállalatvezetés: Lélfai Koppány (vezérigazgató), Medgyesi Attila (vezérigazgató-helyettes), Makai Szabolcs (élelmiszeripari divízió vezető), Détári-Szabó Ádám (turizmus-vendéglátás divízió vezető), Torda Balázs (energetika divízió vezető), Görbedi László (ipari divízió vezető)

### Díjak
- Budapesti Értéktőzsde Az év tőkeemelése (2018, 2019)[12]
- Építőipari Kiválóság Díj (2019)
- Magyar Termék Nagydíj (2001, 2004, 2006, 2009, 2010, 2013)
- Az év mezőgazdasági beruházása (2019)
- Magyar Agrárgazdasági Minőségi Díj (2020)